# 冰島航空001號班機空難
冰島航空001號班機空難是冰島航空一班的來回沙烏地阿拉伯吉達國際機場至斯里蘭卡班達拉奈克國際機場定期航班，1978年11月15日，一架道格拉斯DC-8客機墜毀於卡圖納亞克（Katunayake），造成183名乘客死亡
。

冰島航空001號班機空難原因是迄今為止冰島史上最嚴重的空難。

## 原因
斯里蘭卡當局的正式報告認為冰島航空001號班機空難原因是飛行員不遵守進場程序，但是美國和冰島當局聲稱設備故障、空中交通管制錯誤是冰島航空001號班機空難原因。